# Deutsche Technik
Die Deutsche Technik – Technopolitische Zeitschrift der Architekten, Chemiker, Ingenieure, Techniker war eine nationalsozialistische Monatszeitung und wurde seit 1932 herausgegeben. Sie war amtliches Organ des Hauptamtes für Technik der Reichsleitung der NSDAP und der Reichswaltung des Nationalsozialistischen Bundes deutscher Technik (NSBDT).
Sie enthielt die Beilagen „Mitteilungen des Hauptamtes für Technik“ und die „Mitteilungen des NSBDT“ sowie die „Betrieb und Wehr“. Sie erschien beim Verlag Theodor Weicher in Berlin. Regelmäßige Autoren waren Fritz Todt und Alfred Rosenberg.